# Fylkesväg 561
Fylkesväg 561 (norska: Fylkesvei 561) är en primär fylkesväg i Øygardens kommun i Vestland fylke i västra Norge som går mellan Beinastaden, väster om tätorten Knarrevik/Straume och byn Skjold. Vägen är 37,6 kilometer lång och asfalterad. Den passerar bland annat genom tätorterna Knappskog, Ågotnes, Misje, Vikavågen, Torsteinsvik, Blomvåg och Rossnes.

## Anslutningar
Fylkesväg 561 ansluter till:
- Riksväg 555 (vid Beinastaden)
- Fylkesväg 560 (vid Beinastaden)

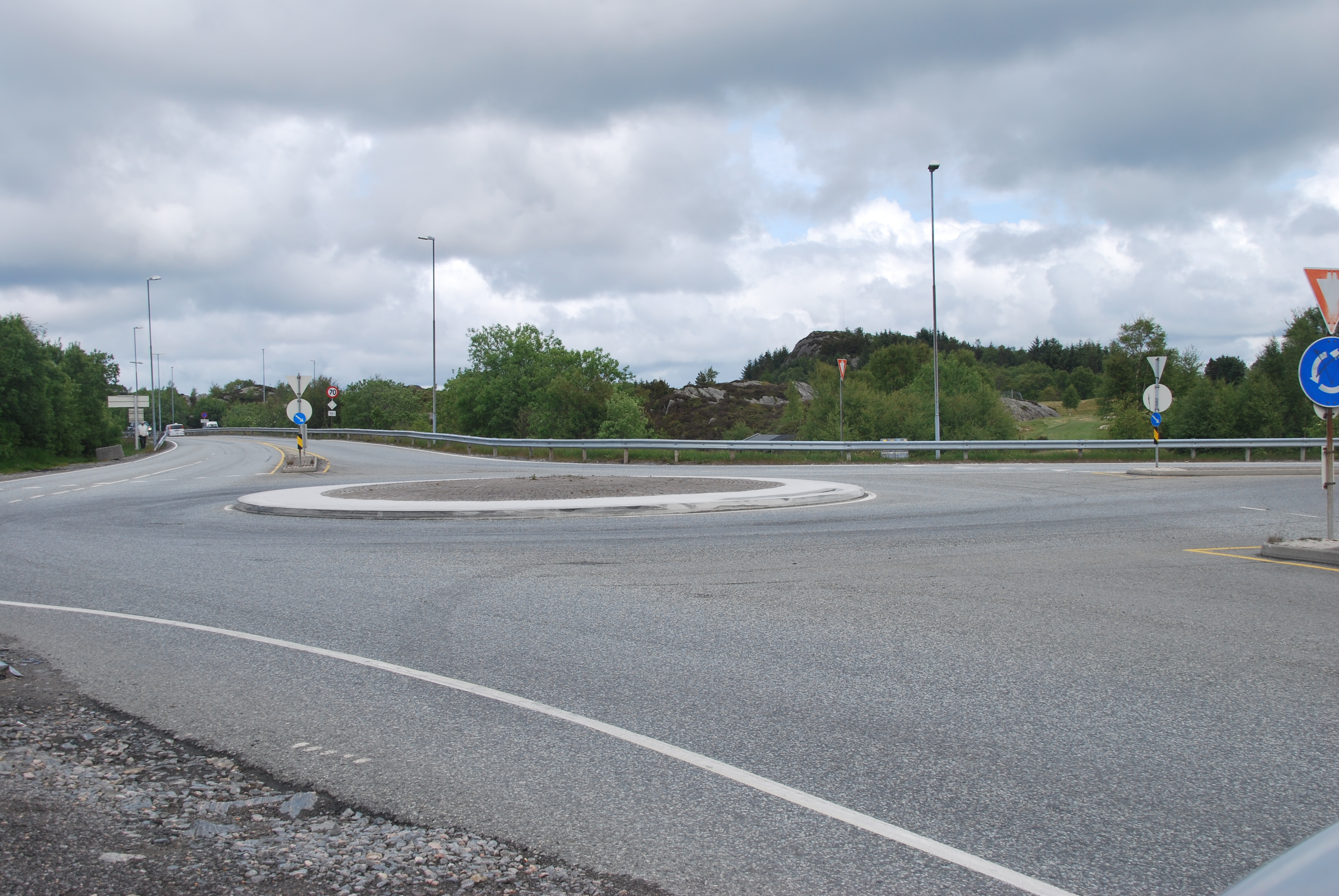
Cirkulationsplatsen där riksväg 555, fylkesväg 560 och fylkesväg 561 möts.